# Al-Hadschara

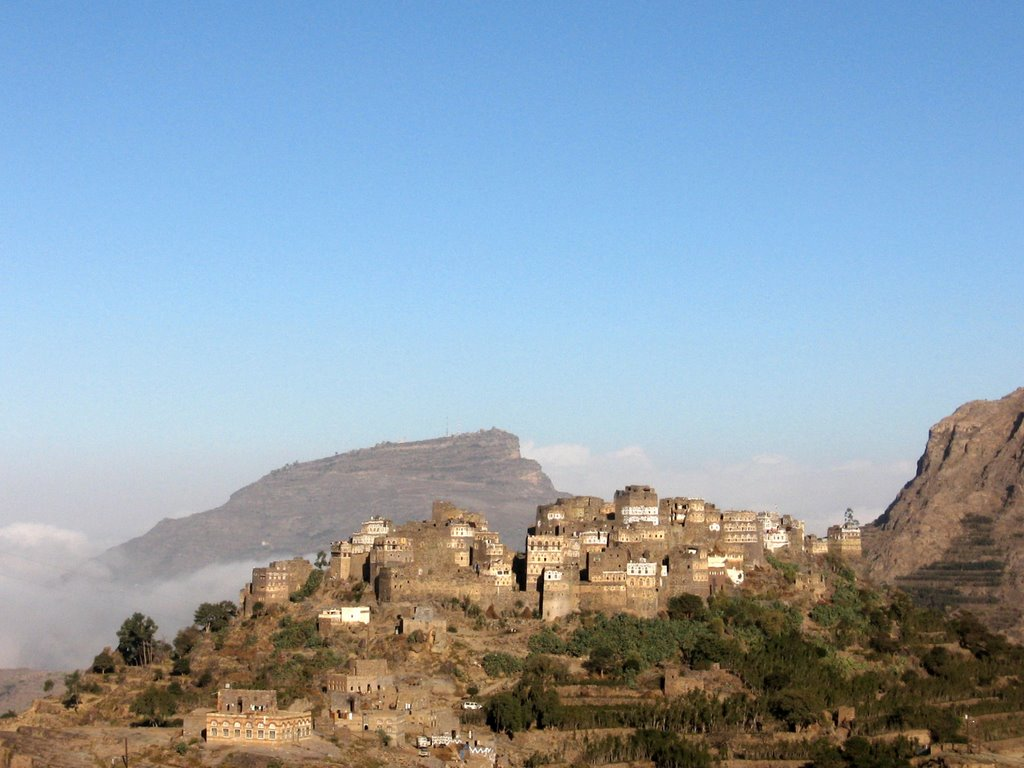
al-Hadschara mit den typischen jemenitischen Fassadenanstrichen

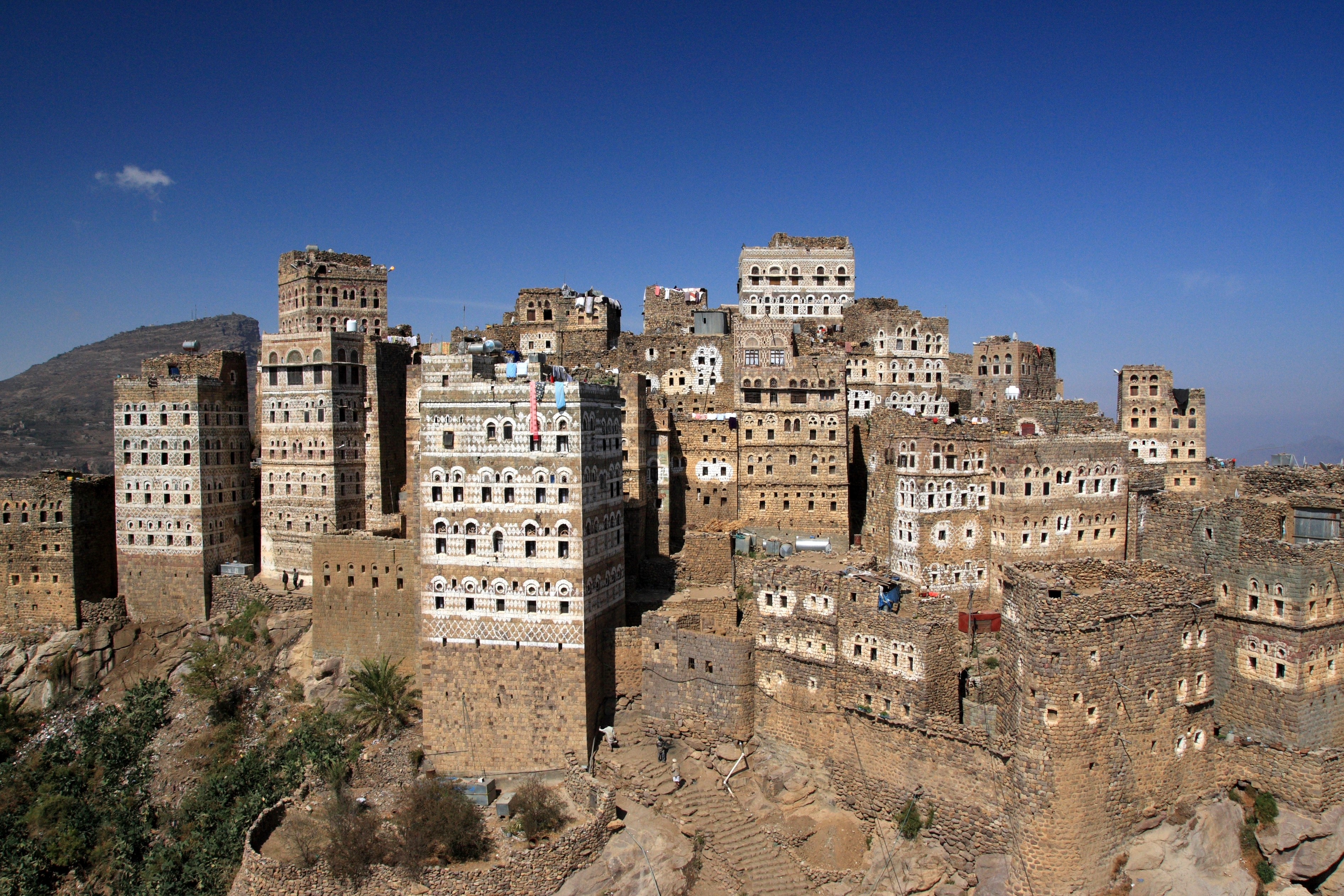
Draufsicht

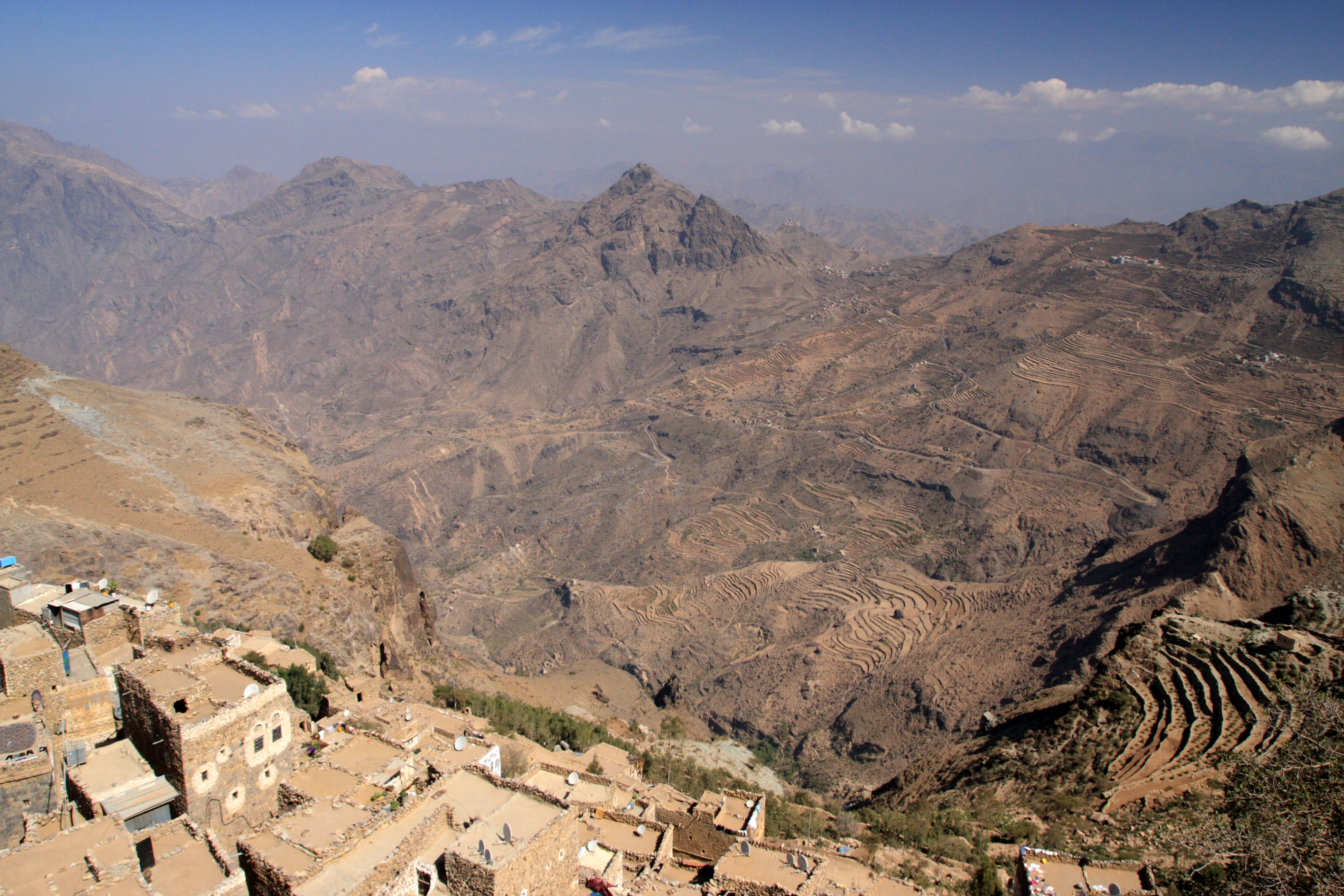
Die Haraz-Berglandschaft

Al-Hadschara (englisch Al Hajjarah; arabisch الحجرة, DMG al-Ḥaǧara) ist eine jemenitische Stadt im Gouvernement Sanaa und Mittelpunkt einer gleichnamigen Verwaltungseinheit. Die Ortschaft wurde im 11. Jahrhundert gegründet.

## Geographie
Die Stadt liegt 5 km westlich der Distrikts-Hauptstadt Manācha. Von Manacha aus windet sich eine Piste durch das Harazgebirge (Dschabal Haraz) zur auf 2350 Meter gelegenen Ortschaft al-Hadschara. Sinngemäß übersetzt heißt die Stadt „die Steinerne“. Al-Hadschara liegt am westlichen Gebirgshang, östlich an die Gebirgs-Tihama anschließend. Bedeutung erlangte al-Hadschara, ähnlich wie Manacha, aufgrund seiner geographischen Exposition, als es den Osmanen galt, die Straßen von Sanaa zur Küste in Schach zu halten.

## Architektur
Das Ortsbild al-Hadscharas ist durch jahrhundertealte steinerne Turmhäuser geprägt, die unten fensterlos und in einzelnen Fällen bis zu sechsstöckig aufgebaut sind. Die Häuser stehen dicht gedrängt nebeneinander. Im Zusammenhang mit dem steilen Felsen betrachtet, erwecken sie den Eindruck eines geschlossenen Sperrriegels. Weiße Umrandungen um die Fenster sollten vor dem „bösen Blick“ schützen. Ähnlich wie Thula und Schibam Kaukaban verfügt die Stadt seit alters her über Zisternen und Getreidesilos, um längeren Belagerungen standhalten zu können. Durch diese Infrastruktur vermochten die Einwohner alle gegen sie gerichteten Angriffe zu überstehen. Al-Hajjarah weist mindestens dreiundzwanzig Zisternen auf, die in Zeiten von Belagerungszuständen die Wasserversorgung sicherzustellen vermochten.
Wie in vielen jemenitischen Städten waren hier früher jüdische Handwerker wohnhaft. Der Zugang zum Ort ist sehr schmal und mit einer schweren Holztür verschließbar. Al-Hadschara gilt als Aushängeschild jemenitischer Bergarchitektur. Gleichwohl geht seine Bevölkerung zurück. Eine Vielzahl von Häusern steht heute leer, da Manacha mittlerweile als annehmlicherer Wohnort gilt. Dazu trug bei, dass der Ort in den 1960er Jahren Zerstörungen ausgesetzt war, die aus Luftangriffen republikanischer Truppen auf die im Ort verschanzten Royalisten resultierten.

## Umland
Die Region um al-Hadschara gilt als spektakulärste Landschaft des Jemen. Tief eingeschnittene Täler trennen die steilen Bergstöcke und vermitteln das Bild extremer Vertikalen. Charakteristisch für diesen Naturraum sind die Kleinkammerung und Unzugänglichkeit der Bergwelt. Oft fehlt es an Wegesystemen. Das westliche Bergland bildete damit eine natürliche kulturräumliche Grenze zwischen Berg- und Tiefland, was Schutz gegen eindringende Feinde bot. Diesen Umständen ist zu verdanken, dass sich die Stammesgesellschaft im Hochland über Jahrhunderte hinweg autochthon entwickelte.
Um den raren fruchtbaren Böden landwirtschaftliche Erzeugnisse abringen zu können, war die Bevölkerung seit je her auf den Terrassenfeldbau angewiesen. Große Teile der umgebenden Berghänge sind terrassiert. Vornehmlich werden auf ihnen Hirse, die Alltagsdroge Qat und Kaffee angebaut. Hierfür wurden seit der Antike artenreiche Trockenwälder gerodet. Als natürliche Vegetation haben sich sukkulente Euphorbien (beispielsweise die Euphorbia ammak) etabliert. Dort, wo die Täler sich aufspreizen, ist Kaffeeanbau möglich.

## Tierwelt
Um die Stadt herum findet man diverse Vogelarten, so den Jemengirlitz (Crithagra menachensis, eine Finkenart), den Arabiensteinschmätzer und Philbysteinhuhn. Außerdem lassen sich der Jemenhänfling und der Arabienspecht finden.